# Tol Eressëa

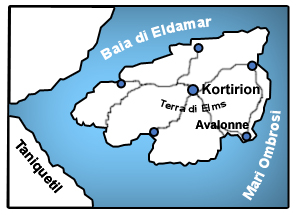
Plán Osamělého ostrova

Tol Eressëa (Osamělý ostrov), někdy označovaná pouze jako Eressëa, je ostrov v Tolkienově fiktivním světě. Nachází se nedaleko východních břehů Amanu. Při Velké cestě do Valinoru posloužil ostrov Eldar jako loď. Později Eressëu obývali Teleri a po pádu Morgotha také mnoho uprchlíků z Beleriandu, kteří na ostrově založili město Avallónë. Po pádu Númenoru byla Eressëa spolu s Amanem vyňata z okruhu světa, takže ji přímou cestou mohli dosáhnout již pouze Prvorození.

## Dějiny

### Vznik
Když zástupy Eldar vedené Oromëm dorazili na své cestě k západnímu moři, pohlédli v údivu na temný oceán nedaleko ústí řeky Sirion. Oromë si byl vědom, že cestou přes severní pustinu Helcaraxë bezpečně neprojdou a proto se Valar rozhodli dostat elfy do Amanu jiným způsobem. Pán vod Ulmo spolu se svými služebníky vytrhnul z mořského dna velký ostrov, který dotlačil k břehům Středozemě do Balarské zátoky. Vanyar a Noldor na ostrov nastoupili a Ulmo jej odtáhnul přes moře k břehům Blažené říše, kde elfové vystoupili na břeh a byli vřele přivítáni. Východní růžek ostrova uvíznul v mělčině zátoky a při vyplutí se utrhnul. Byl nazván ostrov Balar. Teleri na odplouvající ostrov nestihli nastoupit, někteří navíc stále hledali svého krále Elwëho a Ulmovo volání neslyšeli. Když se dozvěděli o odchodu Vanyar a Noldor spěchali mnozí Teleri vedení Elwëho bratrem Olwëm k pobřeží, kde tesknili po příbuzných. Utěšovali je Ossë a Uinen, od kterých získali mnoho znalostí.

### Osídlení Teleri
Po uplynutí mnoha let vyslyšel Ulmo prosby krále Noldor Finwëho, který těžce nesl odloučení od Teleri. Ulmo znovu dopravil ostrov do Balarské zátoky. Většina Teleri vedených Olwëm na ostrov nastoupila a odplula na západ. V Beleriandu zůstali ti, kteří si zamilovali zvuk moře a nechali se přesvědčit Ossëm, jenž si je velice oblíbil. Byli nazýváni Falathrim (elfové z Falasu) a jejich pánem byl Círdan. V lesích Beleriandu navíc nadále značná část Teleri hledala Elwëho. Ulmo nepřitlačil ostrov až k Amanským břehům, ale proti přání většiny Valar jej ukotvil v zátoce Eldamaru na dohled pobřeží. Nejvíce rozuměl lásce Teleri k moři a nepřál si, aby Quendi odcházeli do Amanu. Ostrov byl nazván Tol Eressëa (Osamělý ostrov). Díky blaženému světlu, které z Valinoru prosvítalo Calaciryí, vyrostly na západním břehu Osamělého ostrova první květiny na východ od Amanu. Srdce Teleri na ostrově se postupně měnila a touha opět spatřit příbuzné a pohlédnout zblízka na světlo stromů byla nakonec silnější než láska k moři. Tehdy se Ulmo podřídil přání Valar a přikázal nešťastnému Ossëmu, aby Teleri naučil stavět lodě. Poté, co byly postaveny daroval Ossë elfům mnoho labutí, které přes klidné moře přetáhly bílé lodě vezoucí většinu Teleri.

### Po porážce Morgotha
Po Válce hněvu na konci Prvního věku na Tol Eressëu připlouvali mnozí beleriandští elfové, kteří na ostrově založili město Avallónë. Vysoká městská věž je to první, co ze zemí neumírajících uvidí připlouvající lodě. Lid z Tol Eressëji udržoval přátelství a styky s lidmi z Númenoru. Elfové na Númenor přivezli mnohé poklady a léčivé byliny, mimo jiné také sedm Vidoucích kamenů a semenáček Celebornu, Stříbrného stromu. Po zasazení dostal strom název Nimloth. Po zkáze Númenoru byl Osamělý ostrov spolu s Amanem vyňat Ilúvatarem z Ardy. Pouze Quendi se na něj nadále mohou dostat přímou cestou.